# Valea Sânpetrului (gmina Pogăceaua)
Valea Sânpetrului – wieś w Rumunii, w okręgu Marusza, w gminie Pogăceaua. W 2011 roku liczyła 56 mieszkańców.